# Ossu de Cima
Ossu de Cima (Ober-Ossu) ist ein osttimoresischer Suco im Verwaltungsamt Ossu (Gemeinde Viqueque).

## Geographie

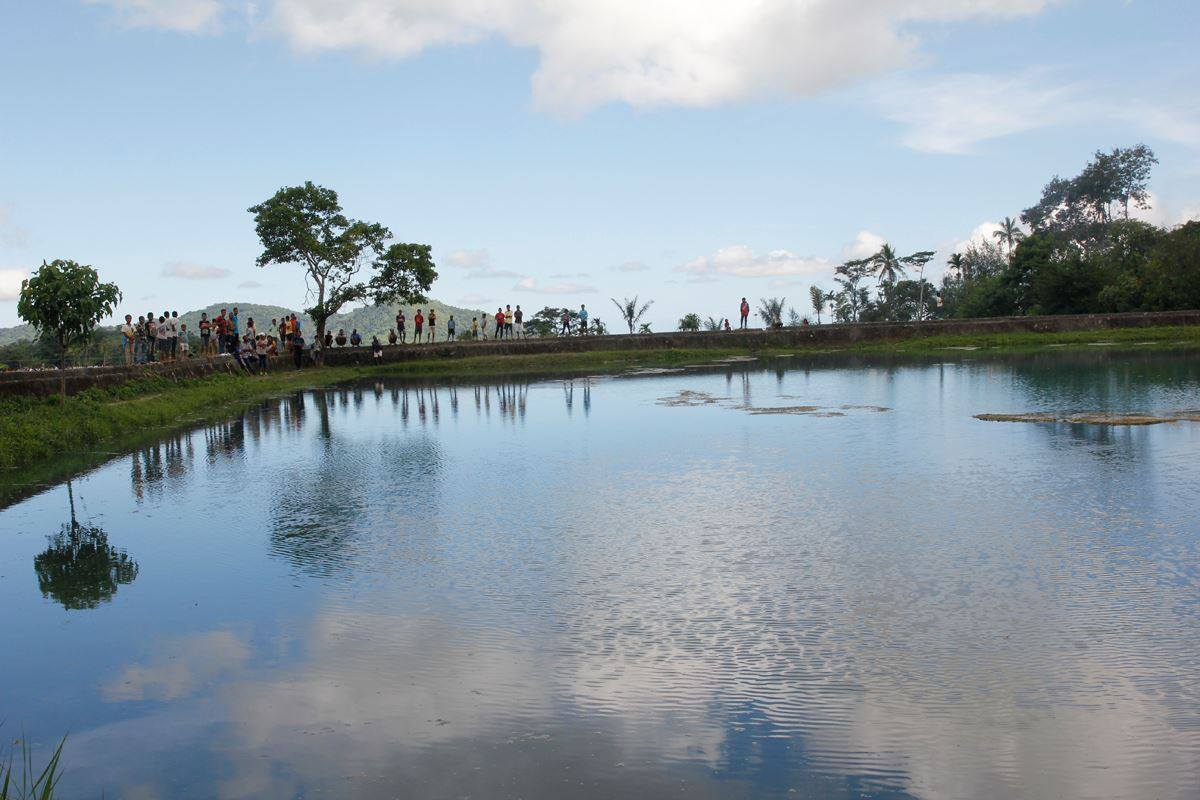
Fischteich in Ossu de Cima

Der Suco Ossu de Cima reicht vom Zentrum bis zum Südwesten des Verwaltungsamts Ossu. Bei der Gebietsreform 2015 wurden große Teile von Ossu de Cima abgetrennt. Der Nordosten, vom Fluss Caimalulo (ein Nebenfluss des Cuha) bis zur Grenze zur Gemeinde Baucau kam zum Suco Uabubo. Das Dorf Muami im Osten wurde an den Suco Uaguia abgegeben. Dafür kam ein Teil des Sucos Loi-Huno, westlich des Flusses Cuha zu Ossu de Cima. Der Fluss blieb weiter nördlich die Ostgrenze von Ossu de Cima, nun mit dem Suco Ossorua am gegenüberliegenden Ufer. Die Grenze im Norden zu Builale und im Westen zu Liaruca wurden zum Teil neu gezogen. Unberührt blieb die Grenze entlang des Tucos zum Verwaltungsamt Viqueque mit seinem Suco Uai-Mori. Vor der Gebietsreform 2015 hatte Ossu de Cima eine Fläche von 142,21 km². Nun sind es 103,19 km².
Die Flüsse Sacaria und Metaquena entspringen im Süden von Ossu de Cima und münden in den Cuha. Mitacaiuai und Teko fließen nach Westen in den Tuco ab. Im Nordwesten von Ossu de Cima liegt der höchste Berg der Gemeinde, der Monte Mundo Perdido (1763 m). Die Region ist Teil einer Important Bird Area.
Die Überlandstraße von Venilale nach Viqueque führt quer durch den Osten von Suco Ossu de Cima. An ihr liegt das Siedlungszentrum Ossu, das aus den Orten Cai Uai Ho O (Caiuaihoo, Kaiwatu), Liamida, Uma Ana Ico (Umaanaico), Uairio (Uairiu), Belas (bis 1936 Hossu), Baca-Isi (Bacaisi), Borala und Lugabuti. Westlich davon liegt das Dorf Liawaeoli. Im Ort Ossu befinden sich die öffentlichen Einrichtungen des Sucos: Eine Grundschule (Escola Primaria Katolika Ossu de Cima), eine prä-sekundäre und eine Sekundärschule, außerdem ein Hubschrauberlandeplatz und ein kommunales Gesundheitszentrum.
Im Suco befinden sich die acht Aldeias Baca-Isi, Belas, Borala, Cai Uai Ho O, Liamida, Lugabuti, Uairio und Uma Ana Ico.

## Einwohner
In Ossu de Cima leben 4.268 Einwohner (2022), davon sind 2.101 Männer und 2.167 Frauen. Im Suco gibt es 888 Haushalte. Fast 80 % der Einwohner geben Makasae als ihre Muttersprache an. Fast 11 % sprechen Tetum Prasa, 7,5 % Kairui und kleine Minderheiten Tetum Terik oder Sa'ane.

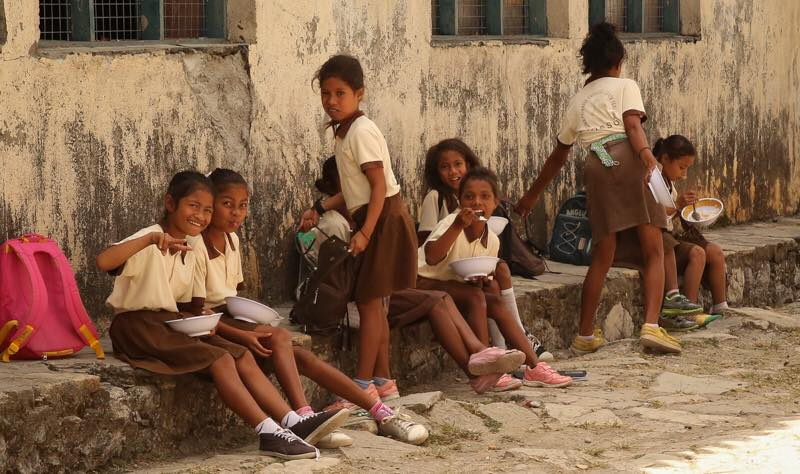
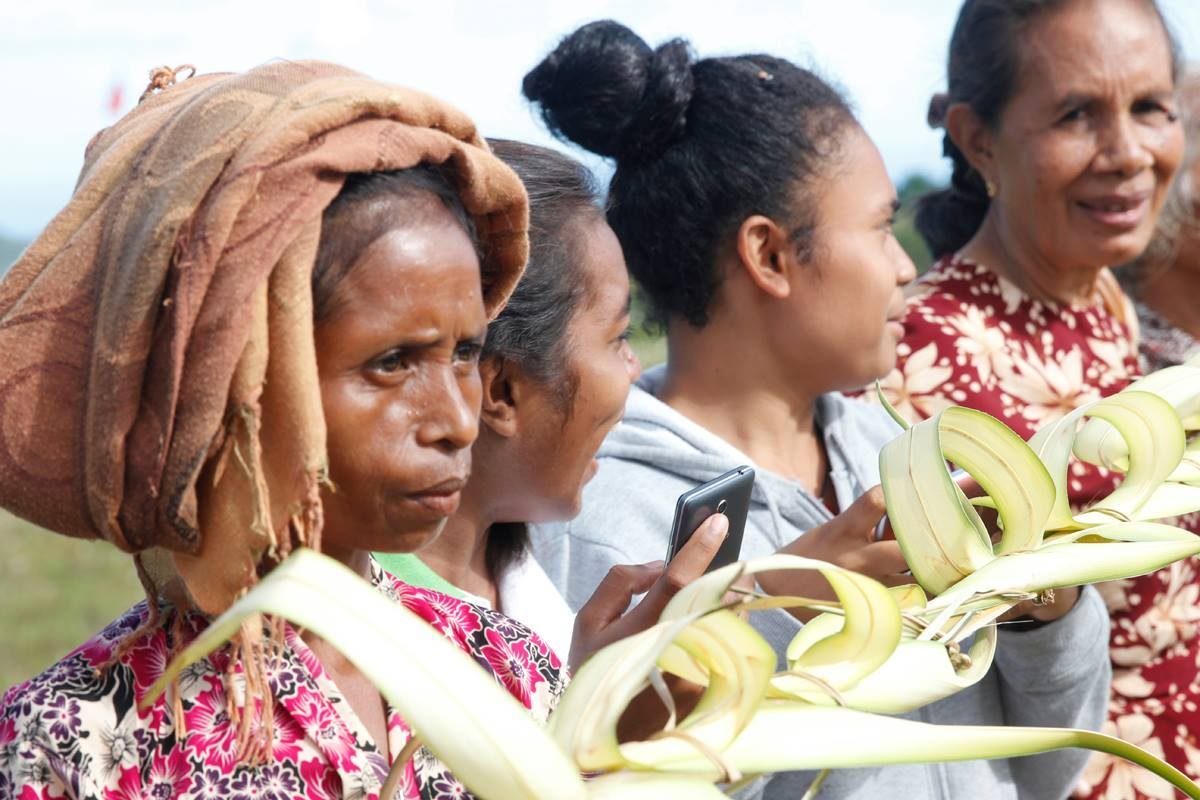

## Geschichte
Historisch teilte sich das Verwaltungsamt Ossu in die Reiche Ossu und Ossorua, die jeweils von einem Liurai regiert wurden. Diese Teilung wurde durch zwei heilige Häuser (Oma-da'a) auf dem Berg Ossu Umurapa symbolisiert. Eines auf dem westlichen und eines auf dem östlichen Gipfel. Der Berg liegt im Zentrum des Verwaltungsamts.
1939 wurde im Ort Ossu eine Mission mit einer kleinen Schule eröffnet. Der Politiker Francisco Guterres, genannt Lu-Olo wurde am 7. Oktober 1954 in Ossu geboren. Hier ging er auch zwischen 1963 und 1969 an die St.-Teresina-Schule der Salesianer Don Boscos. 1973 betreute Guterres die Schule für ein Jahr. Auch der spätere Bischof von Dili Carlos Filipe Ximenes Belo besuchte die St.-Teresina-Schule.

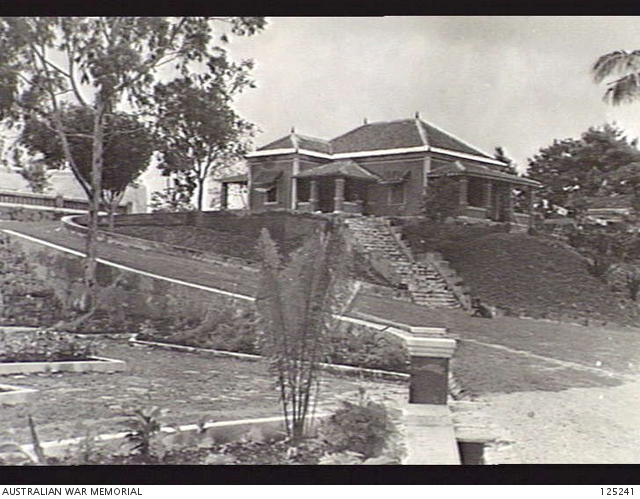
Das ehemalige Alliiertenhauptquartier in Ossu (1946)

1942 besetzten die Australier Ossu kurzzeitig während der Schlacht um Timor gegen die Japaner. Als die Japaner kamen, flohen die Einwohner Ossus in die Berge.
Dom Francisco de Sousa e Costa (Bosi-Leki) hatte die Missionarsschule besucht. Er beteiligte sich von den Bergen aus im Kampf gegen die Japaner und die timoresischen Dörfer, die Japan unterstützten. Ebenfalls aus Ossu de Cima stammt Dom Joaquim da Costa Guterres, der zunächst, wie Dom Francisco, mit seinen Anhängern ebenfalls in die Berge floh, sich aber dann auf die Seite Japans stellte. Dom Joaquim soll 1938 Dorfchef gewesen sein. Die portugiesischen Nachkriegsquellen bezeichnen ihn als chefe und Dom Francisco als den Herrscher (régulo). Der zur japanischen Propagandaeinheit in Ossu gehörende Tōru Maeda nennt Dom Joaquim im Gegensatz dazu als den Liurai von Ossu und Dom Francisco nur einen Adligen. Dies könnte auf einen Konflikt um die Herrschaft hindeuten. Andererseits existiert in Timor oft, nach dem Prinzip des Luliks, eine duale Teilung der Macht, in einen weltlichen und einen geistlichen Führer, die hier vorgelegen haben könnte. Die Japaner setzten bei ihrer Arbeit auf Dom Joaquim, dem sie zutrauten, Zehntausende auf ihre Seite zu führen.
Dom Joaquim kehrte um die Jahreswende 1942/43 wieder in den Ort Ossu zurück und besiegelte mit einem gemeinsamen Mahl mit den japanischen Agenten das Bündnis. Im Gegenzug erhielt er eine Garantie für die Sicherheit seines Clans. Ebenso kollaborierten sein Sohn Joaquim junior und sein Neffe Gaspar da Costa Guterres.

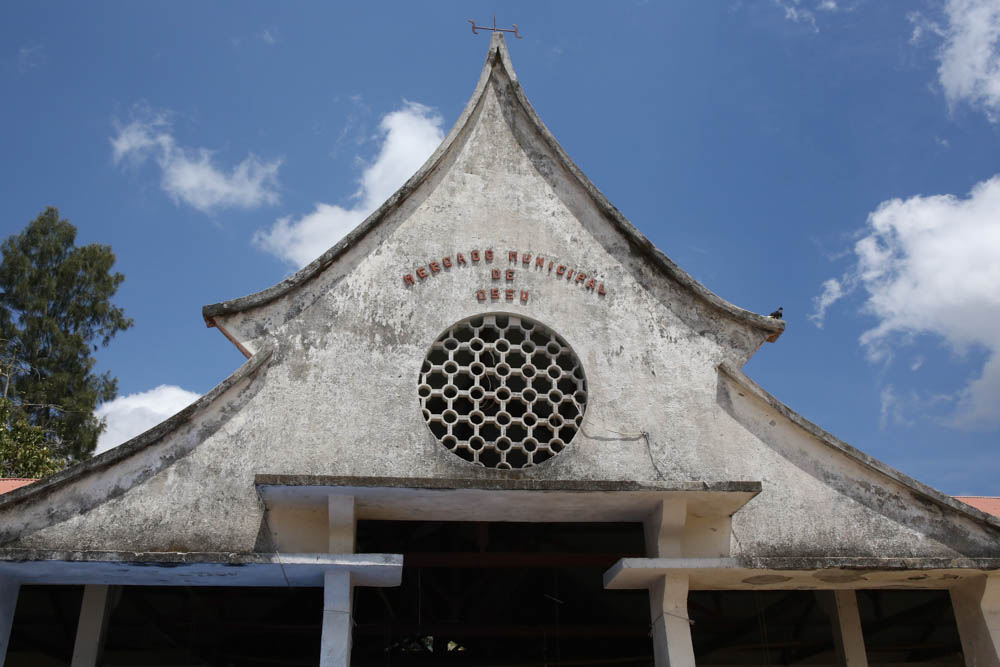
Das alte Marktgebäude von Ossu

1944 wurde die japanische Propagandaeinheit in Ossu mit einer Basis der regulären Streitkräfte und einem Posten der Militärpolizei (Kempeitai) ersetzt. Mit Hilfe eines Übersetzers aus Manado forderte die Kempeitai, dass jedes Haus einen Mann für Bauarbeiten abstellen müsse. Außerdem wurden Frauen, Wasserbüffel und Bananen gefordert. Ihre Forderungen untermauerten sie mit Gewalt. Dom Joaquim und Dom Christovão, Liurai von Venilale, wurden gefoltert. Mehrere Menschen wurden für kleinere Vergehen hingerichtet. Durch die Zwangsmaßnahmen kam es in dem Jahr in Ossu zu einer Hungersnot. Bei einem erneuten Besuch Maedas war Dom Joaquims Gesundheit schwer angeschlagen und er beklagte sich über die Kempeitai. Nach der Kapitulation der Japaner wurde Dom Joaquim von der portugiesischen Kolonialregierung festgenommen. Er wurde zu lebenslanger Haft auf Atauro verurteilt, wo er 1946 verstarb. Dom Francisco wurde für seinen Widerstand belohnt. Gaspar da Costa Guterres behielt die Herrschaft über ein kleines Territorium und wurde 1952 neuer Liurai von Ossu. Dom Joaquim junior wurde aus dem Ort vertrieben.
Ende 1979 gab es in den Orten Ossu und Cai Uai Ho O indonesische Lager für Osttimoresen, die zur besseren Kontrolle von den Besatzern umgesiedelt werden sollten.
1983 traf der indonesische Gouverneur des besetzten Osttimors Mário Viegas Carrascalão im Tal von Lariguto erstmals den FALINTIL-Kommandanten Xanana Gusmão für direkte Verhandlungen.

## Politik

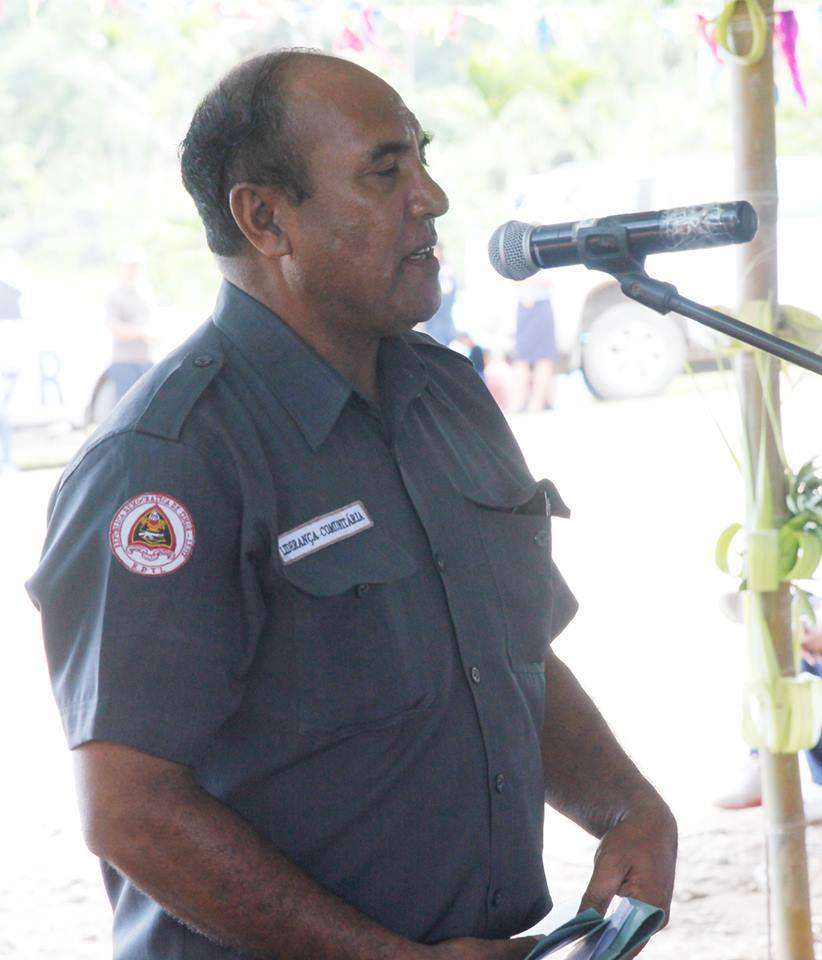
João Guterres (2016)

Bei den Wahlen von 2004/2005 wurde David Monteiro zum Chefe de Suco gewählt. Bei den Wahlen 2009 gewann João Guterres und 2016 Celestinho Monteiro de Carvalho.

## Persönlichkeiten
- António Freitas Parada (* 1935 in Ossu), Lehrer und indonesischer Beamter und Politiker